# 滨海普拉亚
滨海普拉亚（義大利語：Praia a Mare），是意大利科森扎省的一个市镇。总面积22.91平方公里，人口6824人，人口密度297.9人/平方公里（2009年）。ISTAT代码为078101。